# Kavalacton

De algemene structuur van kavalactonen, zonder de R_{1}-R_{2} -O-CH_{2}-O- brug en met alle mogelijke C=C dubbele banden aangegeven.

Kavalactonen zijn een groep lactonen die voorkomen in de heester kava. De stoffen worden onderzocht in verband met diverse psychotropische effecten, waaronder anxiolitische, sedatieve en slaapverwekking.

## Enzymremming
Van kava-extractenis aangetoond dat ze in staat zijn een groot aantal enzymen in de lever te remmen, wat aangeeft dat deze extracten interacties kunnen geven met een groot aantal reguliere en plantaardige medicijnen.

## Research
Verschillende verkennende studies met betrekking tot kava-extracten zijn uitgevoerd, waaronder anxiolitische en hepatotoxische activiteit, maar de specifieke rol van de kavalactonen hierin is nog (2013) onderwerp van studie.

## Giftigheid
Verschillende kavalactonen, waaronder methysticine en yangonine, hebben effect op een groep enzymen die betrokken zijn bij het metabolisme bekend onder de naam CYP1A1. Hepatotoxiciteit trad op bij een klein aantal daarvoor gezonde gebruikers van kava, vooral bij personen die extracten in plaats van het poeder van de wortel gebruikten.

## Verbindingen
Momenteel zijn ten minste achttien verschillende kavalactonen beschreven. Methysticine was de eerste van deze klasse van verbindingen. Meerdere analoge verbindingen, zoals ethysticine, zijn ook geïsoleerd. In sommige is de 2-pyron-ring gesubstitueerd, terwijl andere (gedeeltelijk) verzadigd zijn.
De gemiddelde halfwaarde-tijd van kavalactonen, die standaard in kava-wortels aanwezig zijn, is 9 uur.
| Name                                | Structure | R1        | R2        | R3    | R4  | Molecuulformule                  |
| ----------------------------------- | --------- | --------- | --------- | ----- | --- | -------------------------------- |
| Yangonine                           | 1         | -OCH3     | -H        | -H    | -H  | {\displaystyle {\ce {C15H14O4}}} |
| 10-methoxyyangonine                 | 1         | -OCH3     | -H        | -OCH3 | -H  | {\displaystyle {\ce {C16H16O5}}} |
| 11-methoxyyangonine                 | 1         | -OCH3     | -OCH3     | -H    | -H  | {\displaystyle {\ce {C16H16O5}}} |
| 11-hydroxyyangonine                 | 1         | -OCH3     | -OH       | -H    | -H  | {\displaystyle {\ce {C15H14O5}}} |
| Desmethoxyyangonine                 | 1         | -H        | -H        | -H    | -H  | {\displaystyle {\ce {C14H12O3}}} |
| 11-methoxy-12-hydroxydehydrokavaine | 1         | -OH       | -OCH3     | -H    | -H  | {\displaystyle {\ce {C15H14O5}}} |
| 7,8-dihydroyangonine                | 2         | -OCH3     | -H        | -H    | -H  | {\displaystyle {\ce {C15H14O4}}} |
| Kavaine                             | 3         | -H        | -H        | -H    | -H  | {\displaystyle {\ce {C14H14O3}}} |
| 5-hydroxykavaine                    | 3         | -H        | -H        | -H    | -OH | {\displaystyle {\ce {C14H14O4}}} |
| 5,6-dihydroyangonine                | 3         | -OCH3     | -H        | -H    | -H  | {\displaystyle {\ce {C15H16O3}}} |
| 7,8-dihydrokavaine                  | 4         | -H        | -H        | -H    | -H  | {\displaystyle {\ce {C14H16O3}}} |
| 5,6,7,8-tetrahydroyangonine         | 4         | -OCH3     | -H        | -H    | -H  | {\displaystyle {\ce {C15H18O4}}} |
| 5,6-dehydromethysticine             | 5         | -O-CH2-O- | -O-CH2-O- | -H    | -H  | {\displaystyle {\ce {C15H12O5}}} |
| Methysticine                        | 7         | -O-CH2-O- | -O-CH2-O- | -H    | -H  | {\displaystyle {\ce {C15H14O5}}} |
| 7,8-dihydromethysticine             | 8         | -O-CH2-O- | -O-CH2-O- | -H    | -H  | {\displaystyle {\ce {C15H16O5}}} |

|  |  |  |  |
|  |  |  |  |

## Biosynthese
De biosynthese van kavalactonen in Piper methysticum is in 2019 beschreven.